# Hosťovce (Košice-okolie)
Hosťovce, ungarisch Bódvavendégi (1948–1964 slowakisch „Hosťovce nad Bodvou“ – bis 1948 „Vendégi“; deutsch Wendig, 1877–1882 ungarisch Tornavendégi und älter Vendégi) ist eine Gemeinde im Osten der Slowakei mit 218 Einwohnern (Stand 31. Dezember 2024), die zum Okres Košice-okolie, einem Teil des Košický kraj, gehört.

## Geographie
Die Gemeinde befindet sich im südwestlichen Teil des Talkessels Košická kotlina am rechten Ufer der Bodva, kurz nachdem sie die rechtsseitige Turňa aufgenommen hat, mit kleineren Teilen südlich des Ortes im Hügelland Bodvianska pahorkatina, wo die Staatsgrenze zu Ungarn verläuft. Nordwestlich von Hosťovce erstreckt sich ein Steinbruch. Das Ortszentrum liegt auf einer Höhe von 175 m n.m. und ist 14 Kilometer von Moldava nad Bodvou sowie 42 Kilometer von Košice entfernt.
Nachbargemeinden sind Turňa nad Bodvou im Norden und Nordosten, Turnianska Nová Ves im Osten, Chorváty im Südosten, Hidvégardó (H) im Süden und Westen und Dvorníky-Včeláre (Ortsteil Dvorníky) im Nordwesten.

## Geschichte

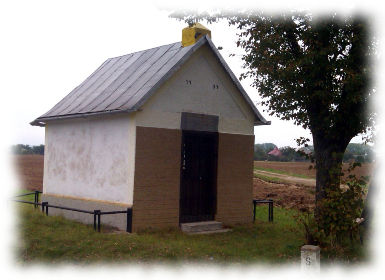
Kapelle St. Anton

Hosťovce wurde zum ersten Mal 1360 als Vendeghy schriftlich erwähnt. 1430 wurden hier 30 Porta verzeichnet. 1715 gab es acht Haushalte im Ort, 1828 zählte man 55 Häuser und 486 Einwohner, die als Kalkbrenner und Landwirte beschäftigt waren.
Bis 1918/1919 gehörte der im Komitat Abaúj-Torna (bis 1881 Komitat Torna) liegende Ort zum Königreich Ungarn und kam danach zur Tschechoslowakei beziehungsweise heute Slowakei. Auf Grund des Ersten Wiener Schiedsspruchs lag er von 1938 bis 1944 noch einmal in Ungarn.
1948 wurde der Ortsname Hosťovce durch Übersetzung des ungarischen Wortes vendég (slowakisch hosť, deutsch Gast) offiziell eingeführt. 1964 schlossen sich die Orte Hosťovce, Turnianska Nová Ves und Chorváty zur Gemeinde Nová Bodva zusammen, bis Hosťovce 1990 wieder selbstständig wurde.

## Bevölkerung
| Jahr                | 1994 | 2004     | 2014    | 2024 |
| ------------------- | ---- | -------- | ------- | ---- |
| Anzahl der Personen | 220  | 191      | 200     | 218  |
| Unterschied         |      | −13,18 % | +4,71 % | +9 % |

| Jahr                | 2023 | 2024    |
| ------------------- | ---- | ------- |
| Anzahl der Personen | 208  | 218     |
| Unterschied         |      | +4,80 % |

Gemäß der Volkszählung 2011 wohnten in Hosťovce 198 Einwohner, davon 154 Magyaren und 43 Slowaken. Ein Einwohner machte keine Angabe zur Ethnie.
118 Einwohner bekannten sich zur römisch-katholischen Kirche, 66 Einwohner zur reformierten Kirche sowie jeweils ein Einwohner zu den Zeugen Jehovas und zur griechisch-katholischen Kirche. Vier Einwohner waren konfessionslos und bei acht Einwohnern wurde die Konfession nicht ermittelt.

## Bauwerke und Denkmäler
- römisch-katholisch Emmerichkirche
- reformierte Kirche
- Kapelle St. Anton

## Verkehr
Nahe Hosťovce befindet sich ein Grenzübergang nach Ungarn auf der Straße 3. Ordnung 3299 von Turňa nad Bodvou her, mit einer Weiterführung als 27-es főút nach Tornanádaska und Edelény und der zweiten als Nebenstraße Nr. 2614 nach Hidvégardó. Durch Hosťovce selbst verläuft die Straße 3. Ordnung 3301. Der nächste Bahnanschluss ist in Turňa nad Bodvou an der Bahnstrecke Barca–Rožňava.